# Giuseppe Isola (politico)
Giuseppe Isola (Parma, 8 marzo 1881 – Parma, 26 dicembre 1957) è stato un antifascista e politico italiano.

## Biografia
Nato in una famiglia abbiente, frequentò il liceo classico Romagnosi di Parma. Fin dai primi anni del secolo militò nel socialismo, e nel 1923 passò al Partito Comunista con la frazione cosiddetta terzinternazionalista. Durante il Ventennio della dittatura fascista fu una delle più note figure dell'antifascismo parmense. Fu continuamente perseguitato, facendo in pratica la spola tra il carcere e il  confino.
Nel 1926, dopo l'attentato a Mussolini compiuto dall'anarchico Lucetti, fu oggetto di una montatura poliziesca e accusato, insieme a Enrico Griffith e Dante Gorreri, di complotto contro lo Stato. Pur assolto in sede giudiziaria, fu inviato al confino per cinque anni, che diventarono poi sette a seguito di una successiva imputazione di aver rivolto offesa a Mussolini.  Nel 1935 fu nuovamente arrestato e dopo un anno di detenzione preventiva venne assolto dal Tribunale speciale, ma fruì di soli diciannove giorni di libertà. Infatti subì un altro arresto e fu inviato al confino per cinque anni a Ventotene. Alla scadenza del periodo di condanna venne però ancora trattenuto, per cui poté riacquistare la libertà solo dopo la caduta del regime fascista.
Complessivamente, tra carcere e confino, trascorse 17 anni nei penitenziari di Parma, Trapani, Palermo, Napoli, Roma e nelle isole di Favignana, Ustica, Ventotene e Ponza. Tra gli altri, ebbe come compagni di cella Sandro Pertini e Umberto Terracini. Dopo l'8 settembre 1943, malgrado l'età avanzata e la salute malferma, fu tra i primi animatori della Resistenza nel Parmense. Dopo la Liberazione fu eletto vicesindaco di Parma nell'amministrazione di Primo Savani, venendo poi rieletto in tutte le successive amministrazioni con l'incarico di assessore (1946, 1951 e 1955). Fu Presidente dell'Istituto termale Ettore Baistrocchi di Salsomaggiore, giudice popolare e per dieci anni Presidente dell'Ente Comunale di Assistenza.
Nel 1965 la commissione toponomastica del Comune di Parma ha approvato una proposta di modifica di "via Aristo Isola", 
una strada dell'Oltretorrente parallela a via Volturno, in "via Aristo e Giuseppe Isola".